# 오사카시 교통국

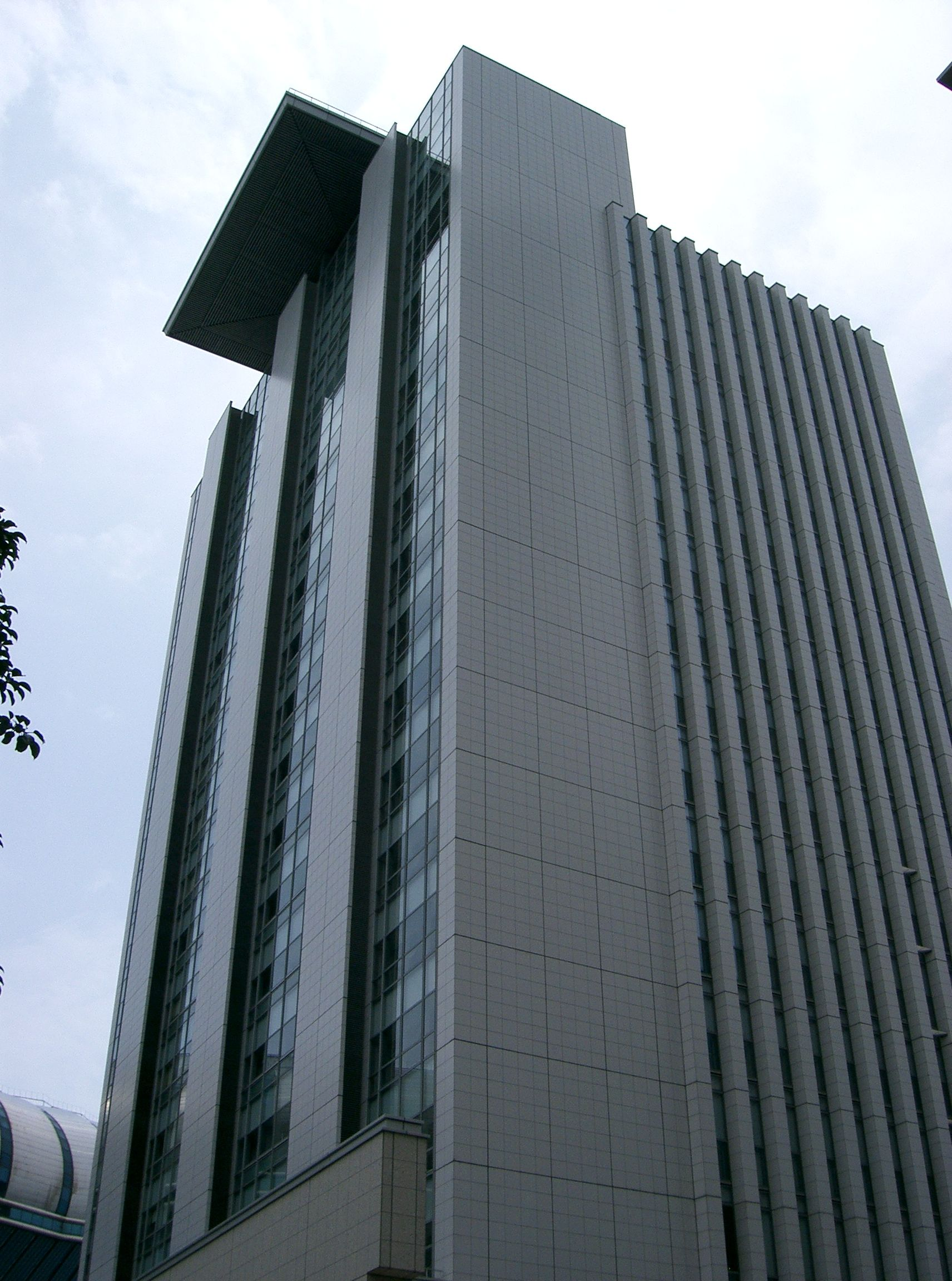

오사카시 교통국(大阪市交通局,Osaka Municipal Transportation Bureau)은 일본 오사카부 오사카시 시내 및 그 주변 지역에서 공영 교통사업을 하던 오사카시의 지방 공기업 중 하나이다. 지하철, 신교통 시스템, 노선버스를 운영하였으나 2018년 4월 1일을 기해 오사카시 고속 전기궤도로 민영화되었다.

## 연혁
- 1903년 9월 12일 오사카시 전철 개업. 일본 첫 공영 전기 철도.
- 1904년 7월 7일 일본 최초 2층식 전철을 운행 개시 1911년 운행 폐지
- 1906년 2월 2일 오사카시 공무과의 전기 철도 업무를 오사카시 전기 철도과로 개칭.
- 1909년 3월 24일 배전사업 개시.
- 1911년 2월 28일 오사카시 전기 전철부로 개칭.
- 1921년 12월 24일 난카이 전철 (현재 난카이 전기 철도)에서 우에마치 선(上町線) 덴노지니시몬 - 덴노지 역 앞을 양도받다.
- 1923년 10월 1일 오사카 전등을 매수. 오사카시 전기국으로 개칭.
- 1927년 2월 26일 시영 버스 경영 개시.
- 1933년 5월 20일 지하철 1호선 (현재 미도스지 선)개업. 일본 첫 공영 지하철.
- 1942년 4월 1일 배전 사업을 간사이 전기 (현재 간사이 전력)으로 이관.
- 1942년 5월 10일 지하철 3호선 (현재 요쓰바시 선)개업.
- 1944년 4월 1일 한카이 전철 (한카이 전기 궤도와는 다르다.)을 매수.
- 1945년 9월 11일 오사카시 교통국으로 개칭.
- 1953년 9월 1일 무궤도 전차 개업.
- 1961년 12월 11일 지하철 4호선(현재 주오선)개업.
- 1967년 3월 24일 지하철 2호선 (현재 다니마치 선)개업.
- 1969년 4월 1일 시영 전차 폐지.
- 1969년 4월 16일 지하철 5호선 (현재 센니치마에 선)개업.
- 1969년 12월 6일 지하철 사카이스지 선개업. 각 노선에 애칭이 붙었다.
- 1970년 6월 15일 무궤도 전차 폐지.
- 1981년 3월 16일 뉴트램 난코 포트 타운 선개업.
- 1984년 7월 4일 ‘버스, 지하철, 뉴트램 공용 일일 승차권’ 발매 개시.
- 1988년 오사카 시 교통국과 오사카 교통 노동조합의 공동 출자로 오사카 운수 진흥 주식회사를 설립.
- 1988년 3월 1일 선불 카드 ‘타운 카드’ 발매 개시.
- 1990년 3월 20일 지하철 쓰루미료쿠치 선 (현재 나가호리쓰루미료쿠치 선)개업.
- 1990년 4월 20일 ‘노 마이카 데이 프리 티켓’ 발매 개시 (1997년 7월 ‘노 마이카 프리 티켓’이라고 개명)
- 1996년 3월 20일 한큐 외 3사와 스토어드 요금 시스템 ‘스룻토 KANSAI(スルッとKANSAI)' 개시. 오사카 시 교통국에서는 ’레인보우 카드‘발매.
- 1997년 12월 18일 오사카 항 트랜스포트 시스템 테크노 포트 선, 뉴트램 테크노 포트 선 개업, 상호 직통 운행 개시.
- 2000년 5월 20일 소형 논스톱 버스 (후에 아카버스(赤バス)로 개명)를 오사카 운수 진흥 주식회사에 위탁하여 운행 개시.
- 2004년 7월 1일 지하철 뉴트램에 역 번호를 도입.
- 2005년 7월 1일 오사카항 트랜스포트 시스템(OTS)에서 테크노포트 선, 뉴트램 테크노포트 선을 양도, 각자 주오 선, 난카이 포트 타운 선으로 편입.
- 2005년 12월 1일 우메다 역, 히가시우메다 역, 니시우메다 역의 환승 시간을 30분까지로 제한. (초과할 경우에는 따로 요금 계산)
- 2006년 2월 1일 지하철, 뉴트램, 버스노선에 PiTaPa를 도입. 명칭은 OSAKA PiTaPa. ICOCA도 사용 가능하게 되었다.
- 2006년 12월 24일 지하철 이마자토스지 선개업.
- 2008년 4월 1일 정기관광 버스 폐지.
- 2018년 4월 1일 민영화로 오사카시 교통국이 해산되고, 오사카시 고속 전기궤도, 오사카 시티버스, 오사카 지하가가 출범 하였다.